# Kyle Fogg
Pour les articles homonymes, voir Fogg.
Kyle Fogg, né le 27 janvier 1990 à Brea en Californie, est un joueur américain de basket-ball.